# Церква святої преподобномучениці рівноапостольної Фекли (Грабівці)
Церква святої преподобномучениці рівноапостольної Фекли (Теклі) в Грабівцях — парафія і храм Борщівського благочиння Тернопільської єпархії Православної церкви України в селі Грабівці Чортківського району Тернопільської области.
Оголошена пам'яткою архітектури місцевого значення (охоронний номер 2036).

## Історія церкви
Відомо, що в селі був древній дерев'яний храм, збудований «в зруб» і освячений на честь святої рівноапостольної Фекли. Поблизу церкви, під лісом, знаходиться кладовище та дзвіниця на чотирьох стовпах з одним дзвоном.
Цей храм вважається найстарішим на Борщівщині, ймовірно, збудований наприкінці XVI або на початку XVII століття. Пізніше його зареєстрували як каплицю, зведену в 1813 році власником присілка Фабіяном Невільським.
У храмі збереглися цінні стародруки:
- Євангеліє з позначками 1690 і 1767 років.
- «Апостол», виданий у Львові в 1639 році.
- Служебник, виданий у Печерській лаврі в 1791 році.

## Парохи
- о. Степан Мазурик (з 1989).